# Seznam sítí trolejbusové dopravy
Toto je seznam seznamů sítí trolejbusové dopravy na jednotlivých světadílech.
- Seznam sítí trolejbusové dopravy v Africe
- Seznam sítí trolejbusové dopravy v Asii
- Seznam sítí trolejbusové dopravy v Austrálii a Oceánii
- Seznam sítí trolejbusové dopravy v Evropě
- Seznam sítí trolejbusové dopravy v Jižní Americe
- Seznam sítí trolejbusové dopravy v Severní Americe